# Stanley George
Stanley George (* 30. Januar 1963) ist ein indisch-amerikanischer Biograf und Politikberater, der für seine beratende Rolle in der US-amerikanischen Republikanischen Partei und seine enge Zusammenarbeit mit Präsident Donald Trumps Wahlkampagnen bekannt ist. Ursprünglich aus dem Bundesstaat Kerala in Indien stammend, erlangte George Bekanntheit durch seine Mitwirkung an der Ausgestaltung von einwanderungspolitischen Maßnahmen sowie beim Aufbau von Beziehungen zu indisch-amerikanischen Wählergruppen.

## Frühes Leben und Hintergrund
Stanley George stammt aus Kumbanad, Thiruvalla im südindischen Bundesstaat Kerala und gehört der christlichen thomaschristlichen Malayali-Gemeinschaft an. Später zog er in die Vereinigten Staaten, wo er sich in politischen und gesellschaftlichen Kreisen engagierte. Aufgrund seiner politischen Aktivitäten und seiner öffentlichen Auftritte ist George zu einer bekannten Persönlichkeit innerhalb der indischstämmigen Diaspora in den USA geworden.

## Karriere
Stanley George ist in beratender Funktion innerhalb der Republikanischen Partei der Vereinigten Staaten tätig. Er war Mitglied im Wahlkampfteam von Donald Trump und wurde in das republikanische Beratungsgremium berufen.
Ein Schwerpunkt seiner Arbeit liegt im Aufbau von Kontakten zur indisch-amerikanischen Gemeinschaft sowie in der Mitgestaltung migrationspolitischer Positionen, insbesondere in Bezug auf Studierende und Fachkräfte indischer Herkunft.
George sprach sich öffentlich für Maßnahmen zugunsten indischer Einwanderer aus – unter anderem für die Vergabe von Green Cards an ausländische Absolventen US-amerikanischer Universitäten im Falle einer Wiederwahl Trumps. Verschiedene Medienberichte benennen ihn als Architekten dieses politischen Vorschlags.
Darüber hinaus wurde George zum Direktor für Interessenvertretung (Advocacy Director) der „Federation of Indian American Christian Organizations of North America“ (FIACONA) ernannt. In dieser Funktion leitet er Initiativen zur Vertretung der Interessen indisch-amerikanischer Christen in den Vereinigten Staaten und Kanada. Dabei koordiniert er Kampagnen zur politischen Interessenvertretung und pflegt den Dialog mit US-amerikanischen Entscheidungsträgern über Themen wie Religionsfreiheit und Minderheitenrechte in Indien.
Seine politische und beratende Tätigkeit wurde in zahlreichen indischen und diaspora-orientierten Medien in verschiedenen Sprachen wie Malayalam, Tamil, Bengali und Gujarati thematisiert.
George ist zudem ein gefragter Redner bei religiösen und kulturellen Veranstaltungen der Diaspora. Im Jahr 2023 war er Hauptredner bei der dreitägigen Jahreskonferenz der pfingstkirchlichen Gemeinden in Kenia.

### Auszeichnungen und Ehrungen
Im Jahr 2025 wurde Stanley George mit dem Global Indian Award ausgezeichnet, der seine bedeutenden Beiträge zu den Beziehungen zwischen den USA und Indien sowie seine Rolle als Brückenbauer zwischen der indischen Diaspora und der US-amerikanischen Politik würdigt.